# Herenstraat 26 (Berkel en Rodenrijs)
De Herenstraat 26 in Berkel en Rodenrijs was een 18e-eeuwse smederij. Op deze plaats was in de 17e eeuw al een smederij gevestigd. Het object bestond uit twee samengevoegde panden, zij vormden samen een rechthoekige bouwmassa met begane grond en verdieping onder gezamenlijk zadeldak evenwijdig aan de Herenstraat. De van oudsher bepleisterde gevel had een dubbele deur en drie getoogde ijzeren vensters.
De smederij werd in eerste instantie als Gemeentelijk monument GM10.00 in de gemeentelijke voorlopige lijst opgenomen maar op 21 september 2010 door B&W afgewezen als gemeentelijk monument. Het pand is daarna gesloopt.